# Барздо, Владимир Иванович
Владимир Иванович Барздо (8 июня 1914 — 16 октября 1983) — советский учёный в области прочности покрытий автомобильных дорог и взлётных полос, кандидат технических наук (1954), доцент (1963) Московского автодорожного института (МАДИ).

## Биография
Родился 8 июня 1914 года в городе Двинске Российской империи в семье рабочего-кожевника. Поляк. С началом войны в 1914 году родители эвакуировались в город Петроград, а после освобождения Белорусской ССР переехали в город Могилёв.
После окончания школы-семилетки поступил в Минский автомобильно-дорожный техникум, который окончил в 1933 году. Член ВЛКСМ с 1932 года.
До 1936 года работал на дорожном строительстве Белоруссии.
С 1936 по 1938 год находился на срочной службе в Красной Армии.
В 1938 году поступил Московский автомобильно-дорожный институт им. В. М. Молотова.

### В годы войны
Участник Великой Отечественной войны. В октябре 1941 года был мобилизован в Красную Армию и после окончания курсов усовершенствования командного состава Военной транспортной академии, которая была эвакуирована в г. Кострома, в январе 1942 года был направлен на фронт.
На 1943 год — старший техник-лейтенант, диспетчер управления Военно-Автомобильной дороги № 6. Отличился при разминировании дорог. Под его руководством в 1942—1943 годах разминировались дороги Елец-Ефремов и Ливны-Орёл, подготовил из бойцов дорожно-строительных отрядов более 40 сапёров.

Командуя подразделением минёров, т. Барздо лично обнаружил и обезвредил 285 немецких мин различных систем. Своим личным примером учил минёров и завоевал среди них славу смелого и опытного минёра. Разминируя участок дороги в районе Коротыш, т. Барздо обезвредил более 100 мин и получил минно-осколочное ранение в ногу. После госпиталя опять продолжал свою работу.— из Наградного листа на Орден Красной Звезды, 10 сентября 1943 года
С 1944 года — начальник штаба Отдельного дорожного эксплуатационного батальона 1-й Армии Войска Польского.
Руководил минёрной группой, в обязанности которой входили работы по разминированию освобождённых советскими войсками территорий, строительство дорог и мостов. Его группа обезвредила тысячи противотанковых и противопехотных мин, авиабомб, дорожных заграждений, участвовала в возведении первого понтонного моста через реку Вислу. Принимал участие в освобождении Варшавы, за что получил медали «За Варшаву» и «За освобождение Варшавы».
13-19 февраля 1945 года в момент боевых действий при обороне Астрова и Флатова командуя дорожно-комендантскими ротами умело обеспечил оборону своих участков и отбил нападение противника за что был удостоен второго Ордена Красной Звезды. На момент 19 февраля 1945 г. Владимир Иванович Барздо награждён двумя орденами Красной Звезды.
За успешное участие в наступательных операциях на территории, ограниченной Эльбой, Одером и Нейсе награждён медалью «За Одру, Нису и Балтику».
Победу встретил в Берлине в звании капитана, демобилизовался только в 1947 году.

### После войны
После войны восстановился в МАДИ на аэродромно-строительном факультете, окончил его, и с 1951 года работал на кафедре строительства и эксплуатации дорог. В 1954 году защитил кандидатскую диссертацию на тему «Деформация нежёсткого дорожного покрытия в весенний период».
Проводил на кафедре исследования, посвященные предотвращению пучинообразования и обоснованию требуемой прочности дорожных одежд. Кафедра работала над проблемой оценки прочности дорожных одежд. Общее теоретическое руководство этой проблемой тогда осуществлял профессор Н. Н. Иванов. Его аспирантка Л. М. Осадчая совместно с доцентом В. И. Барздо разработали теоретические и практические основы применения рычажного прогибомера.
Предложил формулу для расчёта радиуса кривизны чаши прогиба.
Был одним из основателей кафедры аэропортов МАДИ, где трудился с 1962 года.

Отсутствие специального учебника по курсу «Технология строительства аэродромов», предназначенного для студентов, обучающихся по специальности «Строительство аэродромов» требовало от сотрудников кафедры его разработки. В 1968 году вышел в свет учебник «Строительство аэродромов» под редакцией профессора, доктора технических наук Н. Н. Иванова, написанный коллективом авторов, в числе которых были сотрудники кафедры аэропортов Л. И. Горецкий и В. И. Барздо.
За 30 лет преподавания в МАДИ доцент Барздо провёл множество важных научных исследований, работая над повышением прочности цементобетонных покрытий дорог и взлётных полос аэродромов. Написал большое количество учебников и методических пособий, которыми студенты пользуются и сегодня (один из таких учебников — «Строительство аэродромов»). Выпустил тысячи необходимых стране специалистов, среди которых были и студенты-иностранцы, так, например, под его руководством в 1973 году была подготовлена кандидатская диссертация аспирантом из Вьетнама Ха Зуй Кыонгом, который в дальнейшем стал доктором наук.
Умер 16 октября 1983 года. Похоронен на Даниловском кладбище в Москве.

## Память
В 2018 году по инициативе родных, коллег, учеников и сослуживцев, а также жителей деревни Целеево Дмитровского района одной из улиц деревни было присвоено имя В. И. Барздо.

## Награды
- Орден Красной Звезды (1943)
- Орден Красной Звезды (1945)
- Серебряный Крест Заслуги
- Крест Храбрых
- Серебряная медаль «Заслуженным на поле Славы»
- Медаль «За победу над Германией»
- Медаль «За Варшаву»
- Медаль «За освобождение Варшавы»
- Медаль «За Одру, Нису и Балтику»